# Veľký Šturec
Veľký Šturec (słow. sedlo Veľký Šturec; 1010 m) – przełęcz w grupie górskiej Wielkiej Fatry w Karpatach Zachodnich na Słowacji.

## Położenie
Przełęcz Veľký Šturec leży w grzbiecie wododziału rozdzielającego dorzecza Wagu (na północy) i Hronu na południu, pomiędzy bezimienną kotą 1180 m (w masywie Zwolenia, słow. Zvolen, 1402 m) na wschodzie a szczytem Šturec (1075 m, już w grzbiecie biegnącym ku Krížnej) na zachodzie. Na północ spływa spod niej potok Šturec, wpadający w miejscowości Vyšná Revúca do Revúcy, natomiast na południe – potok o takiej samej nazwie Šturec, wpadający na dolnym skraju wsi Motyčky do Potoku Starohorskiego w Dolinie Starohorskiej (Starohorská dolina).
Według starego słowackiego podziału geomorfologicznego Karpat, obowiązującego do 1978 r., przełęcz Veľký Šturec stanowiła granicę pomiędzy Niżnymi Tatrami a Wielką Fatrą. Obecnie oddziela od głównego zrębu Wielkiej Fatry włączony do niej po tym roku masyw Zwolenia.

## Historia
Przez przełęcz wiedzie kręta, górska droga, zbudowana jako strategiczne połączenie między środkową a północną Słowacją jeszcze w XVIII w. Droga była w kilku miejscach chroniona posterunkami wojskowymi i umocnieniami, których ślady można jeszcze znaleźć na południowym skłonie przełęczy. Przestała pełnić swe funkcje po wybudowaniu nowej szosy przez Przełęcz Donowalską.
Długotrwałe boje o przełęcz toczyły się w końcowym okresie słowackiego powstania narodowego: po upadku Bańskiej Bystrzycy partyzanci bronili drogi przez przełęcz do połowy marca 1945 r., by nie dopuścić do połączenia się Niemców z doliny Hronu z ich oddziałami na Liptowie. Szereg niemieckich jednostek było z tego powodu zmuszonych porzucić ciężki sprzęt w Dolinie Starohorskiej i wycofywać się pieszo przez grzbiety Wielkiej Fatry do Turca.
Obecnie droga przez przełęcz ma nawierzchnię szutrową i status drogi leśnej (ruch pieszych i wjazd rowerów dozwolone).

## Szlaki turystyczne
Przez szczyt prowadzi Cesta hrdinov SNP, najdłuższy szlak turystyczny na Słowacji.
  odcinek: Donovaly – Zvolen – sedlo Prípor – Motyčská hoľa – Veľký Šturec. Czas przejścia: 3.05 h, ↓ 3 h